# ويليام ديفيس تايلور
ويليام ديفيس تايلور (بالإنجليزية: William Davis Taylor)‏ هو ناشر أمريكي، ولد في 2 أبريل 1908، وتوفي في 19 فبراير 2002.